# Markedsanalyse
Markedsanalyse er en analyse af data, indenfor et marked eller en branche, som virksomheder og organisationer foretager eller får foretaget af analysevirksomheder.

## Elementer af markedsanalyse
Markedssegmentering er en grundlæggende del af markedsanalyse for at identificere segmenter i markedet.
- Konkurrentanalyse
- Markedsvækstrate ved f.eks. at bruge Product Life Cycle, for at se om produktet er i vækst.
- Markedsrentabilitet
- Markedstrends [2]
- Markedsbarrierer

## Dansk forhold
I forhold til klassisk dansk læring i afsætning (trojka's afsætning bog), bruges mange modeller som SMUK-modellen og Skydeskivemodellen, der ikke findes i andre lande.